# 河北省文物研究所
河北省文物研究所是中华人民共和国河北省最大的文物考古研究机构，位于石家庄市建华南大街82号。研究所主要负责河北省境内地下文物的调查、保护、发掘和研究工作。

## 历史沿革
研究所的前身是1953年成立的河北省文物管理委员会，后曾更名为“河北省文物工作队”和“河北省文物管理处”。1981年5月，正式建立河北省文物研究所。

## 机构设置
目前，研究所下设8个部门，分别为：
- 史前考古研究室
- 商周考古研究室
- 汉唐考古研究室
- 文物保护办公室
- 研究资料室
- 科技信息部
- 办公室
- 保卫科

## 主要成就
几十年来，河北省的考古工作成果丰硕，其中不乏的重大考古发现。研究所发掘的秦行宫遗址、定州北庄子商代墓葬群、宣化辽代墓葬、泥河湾盆地旧石器遗址、张北元中都遗址、磁县东魏元祜皇族墓地等先后入选全国十大考古发现。

## 重要成果
河北省文物研究所出版的考古专著主要有：
- 《燕下都》
- 《河北省考古文集一》、《河北省考古文集二》、《河北省考古文集三》
- 《河北省出土文物选集》
- 《北方考古研究》
- 《安平东汉墓壁画》
- 《包山楚简文字编》
- 《睡虎秦简文字编》
- 《历代铜镜纹饰》
- 《五代王处直墓》
- 《磁县湾漳北朝壁画墓》
- 《正定南杨庄》
- 《战国中山国灵寿城》
- 《北福地易水流域史前遗址》
- 《泥河湾旧石器文化》
- 《高庄汉墓》
- 《宣化辽墓》
- 《珍瓷赏真》

此外，还发表报告、论文千余篇。